# سيمون موريسون
سيمون موريسون (بالإنجليزية: Simon Morrison)‏ هو مؤرخ موسيقى ‏ أمريكي، ولد في 1964 م.